# كارين روز سميث
كارين روز سميث (بالإنجليزية: Karen Rose Smith)‏ (1949، بنسيلفانيا في الولايات المتحدة)؛ روائية أمريكية.